# Wilhelm Teudt

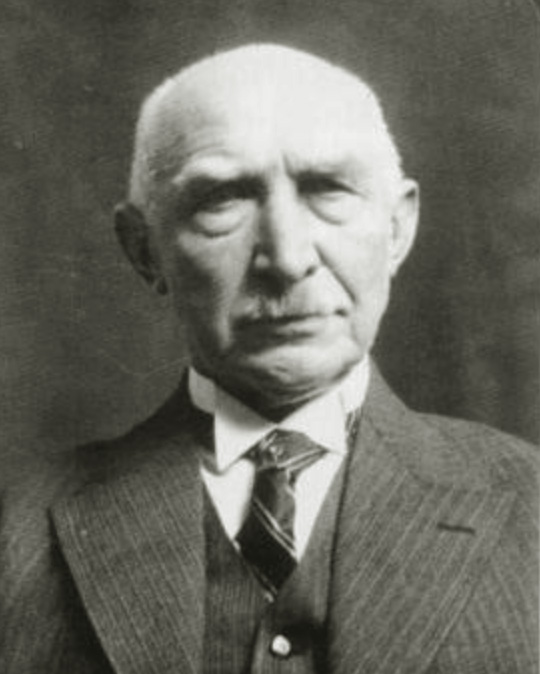
Wilhelm Teudt, ca. 1938

Wilhelm Teudt (* 7. Dezember 1860 in Bergkirchen (Schaumburg-Lippe); † 5. Januar 1942 in Detmold) war ein völkischer deutscher Laienforscher, der versuchte, archäologische Belege für eine germanische Hochkultur zu finden. Seine Thesen, die er zusammenfassend in seinem Hauptwerk Germanische Heiligtümer (1. Auflage 1929) vorstellte, wurden von der Fachwissenschaft bereits damals abgelehnt. Sie beeinflussen aber heute noch esoterische und neuheidnische Kreise. Teudts Hauptinteresse galt dem Raum südwestlich von Detmold. In den dort gelegenen Externsteinen sah er eine germanische Kultstätte bzw. eine so genannte Sonnenwarte.

## Leben
Teudt studierte in Berlin, Leipzig, Tübingen und Bonn evangelische Theologie. Seit Michaeli 1883 war Teudt Mitglied der Leipziger Universitätssängerschaft zu St. Pauli Leipzig (heutige Leipziger Universitäts-Sängerschaft zu St. Pauli in Mainz (Deutsche Sängerschaft)). 1885 wurde er Pfarrer im damaligen Fürstentum Schaumburg-Lippe. 1895 übernahm er die Leitung der Inneren Mission in Frankfurt am Main. Teudt legte 1908 sein Pfarramt nieder und wurde noch im selben Jahr Geschäftsführer des 1907 gegründeten Keplerbundes zur Förderung der Naturerkenntnis, einer Vereinigung von vorwiegend evangelischen Akademikern und Bürgern, die scharf antidarwinistisch ausgerichtet war. 1909 veröffentlichte er ein Buch, in dem er Haeckels Theorien als fehlerhaft angriff und ihm Fälschungen vorwarf. 1914 soll der Bund gut 8.000 Mitglieder umfasst haben, darunter 72 Vortragende. Das Buch hatte eine nachhaltige Wirkung. Die Fälschungsvorwürfe wurden damals in zahlreichen regionalen und überregionalen Zeitungen besprochen, sie tauchen als Argument noch heute in kreationistischen Kreisen auf.
Am Ersten Weltkrieg nahm Teudt trotz seines Alters als Freiwilliger teil. Nachdem er – bedingt durch die Ruhrbesetzung – 1921 nach Detmold umzog, gründete er dort den Cheruskerbund, die lippische Untergruppe der paramilitärischen Organisation Escherich. Die Vereinigung verfügte ab dem Frühjahr 1922 über eine paramilitärische Abteilung, den Nothung, und zählte 1923 rund 1.100 Mitglieder. Teudt war zu diesem Zeitpunkt auch Mitglied der DNVP. Außerdem war Teudt seit 1928/29 Gauherr der Detmolder Ortsgruppe des antisemitischen Deutschbundes.
Ab Mitte der 1920er Jahre wandte sich Teudt der „völkischen Germanenkunde“ zu, wobei sein besonderes Interesse der Aufdeckung germanischer Kultstätten galt. An die Öffentlichkeit trat Teudt zunächst mit zwei Aufsätzen in der vorgeschichtlichen Fachzeitschrift Mannus. Teudt sammelte einen Kreis von Gleichgesinnten und gründete 1928 die Vereinigung der Freunde germanischer Vorgeschichte, die ab 1929 die Zeitschrift Germanien herausgab. Ebenfalls 1929 veröffentlichte Teudt sein Hauptwerk Germanische Heiligtümer, das bis 1936 vier Auflagen erleben sollte. Bei der Fachwissenschaft stießen Teudts Thesen von vornherein auf Ablehnung.
Nach der „Machtergreifung“ der Nationalsozialisten 1933 wurde Teudt von Staat und Partei wohlwollendes Interesse entgegengebracht. Die Vereinigung trat zunächst dem von Rudolf Heß geleiteten Reichsbund für Volkstum und Heimat bei, einer Dachorganisation für Volkskunde, Heimatpflege, Naturschutz und ähnliche Bereiche. Seit 1. Mai 1933 oder erst ab 1935 war Teudt Mitglied der NSDAP. Um Kontakte zu Teudt bemühten sich ferner einerseits Alfred Rosenberg und Hans Reinerth mit dem Reichsbund für Deutsche Vorgeschichte, andererseits Heinrich Himmler mit der Forschungsgemeinschaft Deutsches Ahnenerbe.
Schließlich wandte sich Teudt Himmler zu, nicht zuletzt deshalb, weil viele von Teudts Kritikern sich in Rosenbergs Kampfbund für deutsche Kultur versammelt hatten. Bereits 1933 hatte Teudt angeregt, einen Raum südwestlich von Detmold, einschließlich der Externsteine, in einen „heiligen Erinnerungshain“ unter der Bezeichnung Osninghain umzugestalten. Himmler griff später diesen Vorschlag auf und erklärte den gesamten Raum Detmold zur „weltanschaulichen Interessensphäre der SS“. Teudt gliederte 1936 seine Vereinigung der Freunde germanischer Vorgeschichte faktisch an die Forschungsgemeinschaft Deutsches Ahnenerbe an, übergab die Zeitschrift Germanien an das Ahnenerbe und wurde selber Abteilungsleiter beim Ahnenerbe. Nur vordergründig war dieses Arrangement für Teudt vorteilhaft. Einer seiner engsten Mitarbeiter beschrieb diesen Vorgang nachträglich kritisch: „Damit hat er die Vereinigung zerschlagen, [die Zeitschrift] Germanien verschleudert und sich selbst ausgeschaltet.“ Teudt war in die Machtkämpfe zwischen Himmler und Rosenberg geraten. Als Rosenberg eine Hohe Schule der NSDAP errichtete, der Himmler-Freund Walther Wüst jedoch deren Thematik für sich und seine Universität München an Land ziehen wollte, wurde gegen Wüst mit Hilfe des Namens Teudt intrigiert:

„Der Versuch war hier offenkundig: dem kommenden Institut der Hohen Schule von vornherein gleichsam den Wind aus den Segeln zu nehmen. Falls es (sc. der Intrigant) Dr. Wüst sein sollte, würde ich empfehlen, seine eigene Tätigkeit zu untersuchen, etwa wie der alte Dr. Teudt, der Erforscher der Externsteine, von Dr. Wüst um seine Lebensarbeit, seine wissenschaftliche Gesellschaft und sein Bankkonto gebracht worden ist. Das würde die Form, wie stellenweise heute mit reinen Machtmitteln Wissenschaft ‚gefördert’ wird, deutlich beleuchten.“

Bereits im Februar 1938 war es zum Bruch gekommen: Himmler entließ Teudt aus dem Ahnenerbe. Dabei beklagte Himmler insbesondere Teudts angebliche „Unsachlichkeit und krankhafte Art, Streit zu suchen“.
Seit 1935 wurden Teudt einige staatliche Ehrungen zuteil: 1935 wurde er zum Professor ernannt und wurde Ehrenbürger der Stadt Detmold. 1940 wurde ihm die Goethe-Medaille für Kunst und Wissenschaft verliehen.
Nach dem Bruch mit Himmler hatte Teudt seine Ressourcen an das Ahnenerbe verloren. Teudt blieb aber unbequem und gründete mit seinen Anhängern im Jahre 1939 die Osningmark-Gesellschaft mit Sitz in Detmold, die dem von Hans Reinerth geleiteten Reichsbund für Deutsche Vorgeschichte angeschlossen war. Die Osningmark-Gesellschaft benannte sich nach Teudts Tod in Wilhelm-Teudt-Gesellschaft um und arbeitete bis 1944/1945. Daneben wurde noch 1943 eine Wilhelm-Teudt-Stiftung als Stiftung öffentlichen Rechts mit Sitz in Detmold gegründet, die aber zeitbedingt keine Tätigkeiten mehr entfalten konnte.

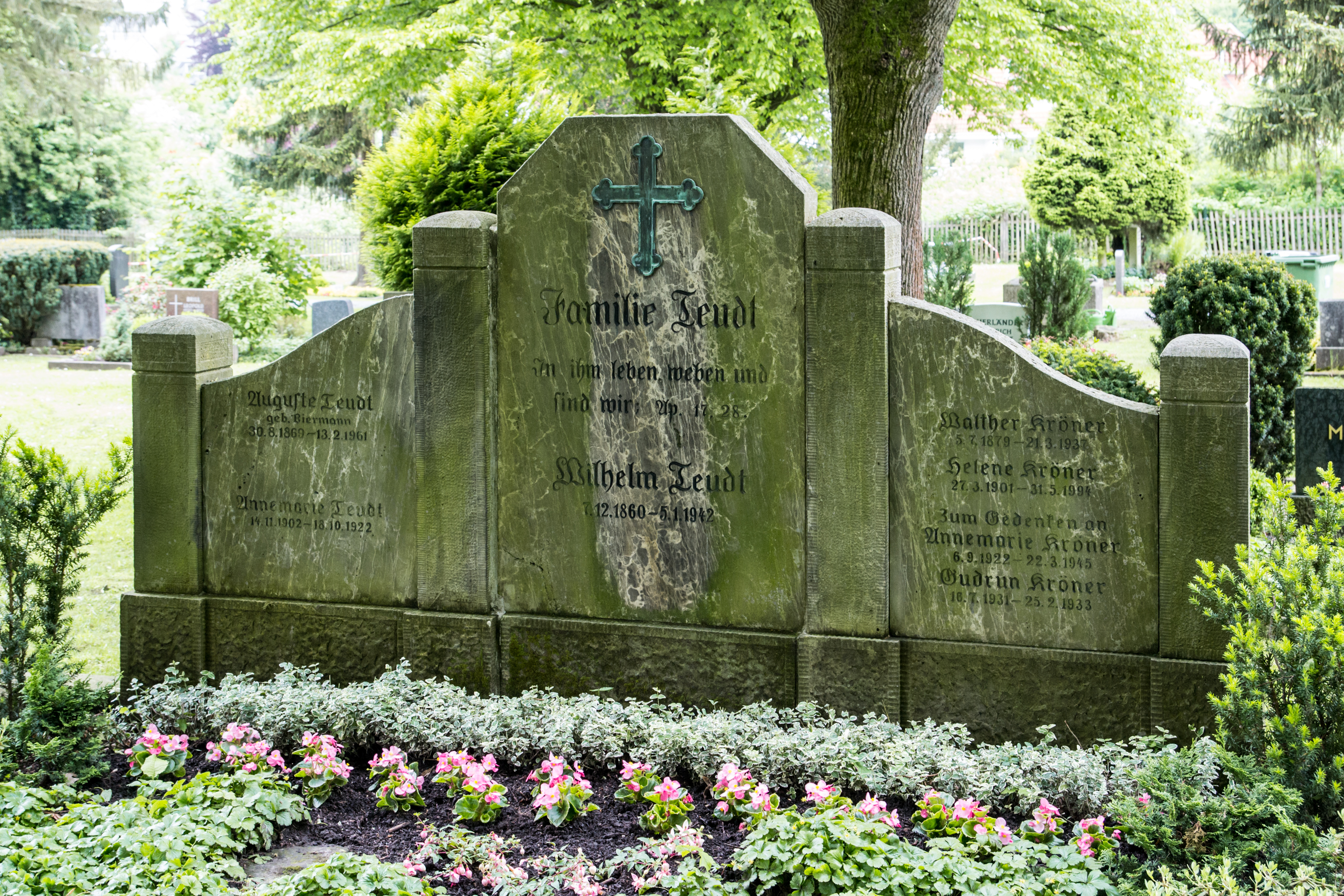
Grabstätte auf dem „Alten Friedhof“ in Detmold

Nach Teudts Tod wurde er in einer parteiamtlichen Grabrede im Jahr 1942 wie folgt geehrt:
„Wesentlich ist, daß Teudt in den Herzen unzähliger Deutscher […] durch seinen begeisterten Aufruf germanische Heiligtümer schuf. Darin liegt das unvergängliche Verdienst Teudts für die deutsche Erneuerung […] Es fehlt bei uns gewiß nicht an klugen Köpfen, aber die tapferen Herzen dürften in der Wissenschaft häufiger sein.“
2010 wurde Teudt vom Rat der Stadt Detmold die Ehrenbürgerwürde symbolisch aberkannt.

## Lehren
Teudts grundlegende These zur germanischen Vorgeschichte besagt, dass die auf dem Gebiet des späteren Deutschland lebenden Germanen bereits vor ihrer Berührung mit Römern und Westfranken eine eigene hochstehende Kultur gehabt hätten. Dabei geht Teudt von Folgendem aus:
- Mit der Christianisierung, also in Sachsen um das Jahr 800, sei es zu einem Kulturbruch gekommen. Damit einhergegangen sei eine Kulturvernichtung durch das Christentum, die aus heutiger Sicht den Blick auf die davor liegende Zeit erschwere.
- Die germanische Kultur sei eine Holzkultur gewesen. Dies sei die Ursache dafür, dass kaum Kunstdenkmäler aus der germanischen Vorgeschichte erhalten sind.

Teudt befasste sich in regionaler Hinsicht in erster Linie mit dem Raum südwestlich von Detmold, der Osningmark. Dort seien mehrere germanische Heiligtümer und weitere Einrichtungen zu finden:
- Die Externsteine seien eine sächsische Irminsul-Kultstätte gewesen, die dortige „Höhenkammer“ eine Sonnenwarte.
- Der Hof Gierke in Oesterholz sei eine Kultburg oder Gelehrtenschule gewesen. Dort sei auch der Ort des Klosters Hethi zu finden. Dieses Kloster wurde, nachdem Sachsen durch Karl den Großen erobert worden war, unter Ludwig dem Frommen 815 eingerichtet und bereits 822 nach Corvey verlegt.
- In der Langelau bei Oesterholz sei eine stadionartige Kampfspielbahn zu erkennen.
- Die Hügelgräber östlich der Langelau seien als bedeutendes Dreihügelheiligtum einzuordnen.
- Die Hünnenkirche in Kohlstädt sei germanischen Ursprungs. Möglicherweise handele es sich um den Turm der von Tacitus genannten Seherin Veleda.

## Wirkung
Von der Fachwissenschaft wurden Teudts Lehren abgelehnt. Sie beeinflussen aber heute noch esoterische und neuheidnische Kreise.
In der seit 1945 erschienenen orts- und regionalgeschichtlichen Literatur ist über Teudts Thesen fast nichts mehr zu lesen. Dennoch sind nach Einschätzung von Roland Siekmann „die Inhalte seiner ‚Oesterholzer These‘ bis heute unterflächlich virulent und vom Atem eines ‚Geheimwissens‘ umnebelt.“ Im Hinblick auf Teudts Theorie einer so genannten Sonnenwarte auf den Externsteinen schreibt Martin Kuckenburg sogar: „Auch den Gedanken an einen der Sonnenbeobachtung dienenden Kultraum wird man heute vor dem Hintergrund der Entdeckungen von Goseck und Nebra kaum mehr so vehement und von vornherein ablehnen, wie dies in den vergangenen Jahrzehnten von archäologischer Seite mitunter geschah.“
Die Tätigkeit Teudts ist inzwischen ihrerseits zum Gegenstand geschichtlicher Forschung geworden. So hat die Archäologin Uta Halle sich in mehreren Schriften, vor allem in ihrer unter dem Titel „Die Externsteine sind bis auf weiteres germanisch!“. Prähistorische Archäologie im Dritten Reich erschienenen Habilitationsschrift, mit Teudts Engagement für die Externsteine befasst.

## Schriften
- Nationale Ansiedlung und Wohnungsreform. o. O. (Frankfurt) 1899 (Zus. mit Jakob Latscha).
- Im Interesse der Wissenschaft. Haeckels Fälschungen und die 46 Zoologen. Naturwissenschaftlicher Verlag des Keplerbundes, Godesberg 1909. (Digitalisat des Werkes in der Deutschen Zentralbibliothek für Medizin)
- Die deutsche Sachlichkeit und der Weltkrieg. Ein Beitrag zur Völkerseelenkunde. Godesberg 1917.
- Germanische Heiligtümer. Beiträge zur Aufdeckung der Vorgeschichte, ausgehend von den Externsteinen, den Lippequellen und der Teutoburg. Eugen Diederichs, Jena 1929–1936 (4 Auflagen). Nachdruck der 4. Auflage: Faksimile-Verlag, Bremen 1982. (Digitalisat der 2. vermehrten und verbesserten Auflage, Jena 1931)
- Gottlieder für deutsche Menschen. 75 Gottlieder für deutsche Menschen, in 150 Psalmen, freigemacht von jüdischer Umklammerung, Belastung und Verbiegung. Köhler & Amelung, Leipzig 1934.
- Wilhelm Teudt im Kampf um die Germanenehre. Eine Auswahl von Teudts Schriften. Velhagen & Klasing, Bielefeld 1940.